# Мерлін Мельцер

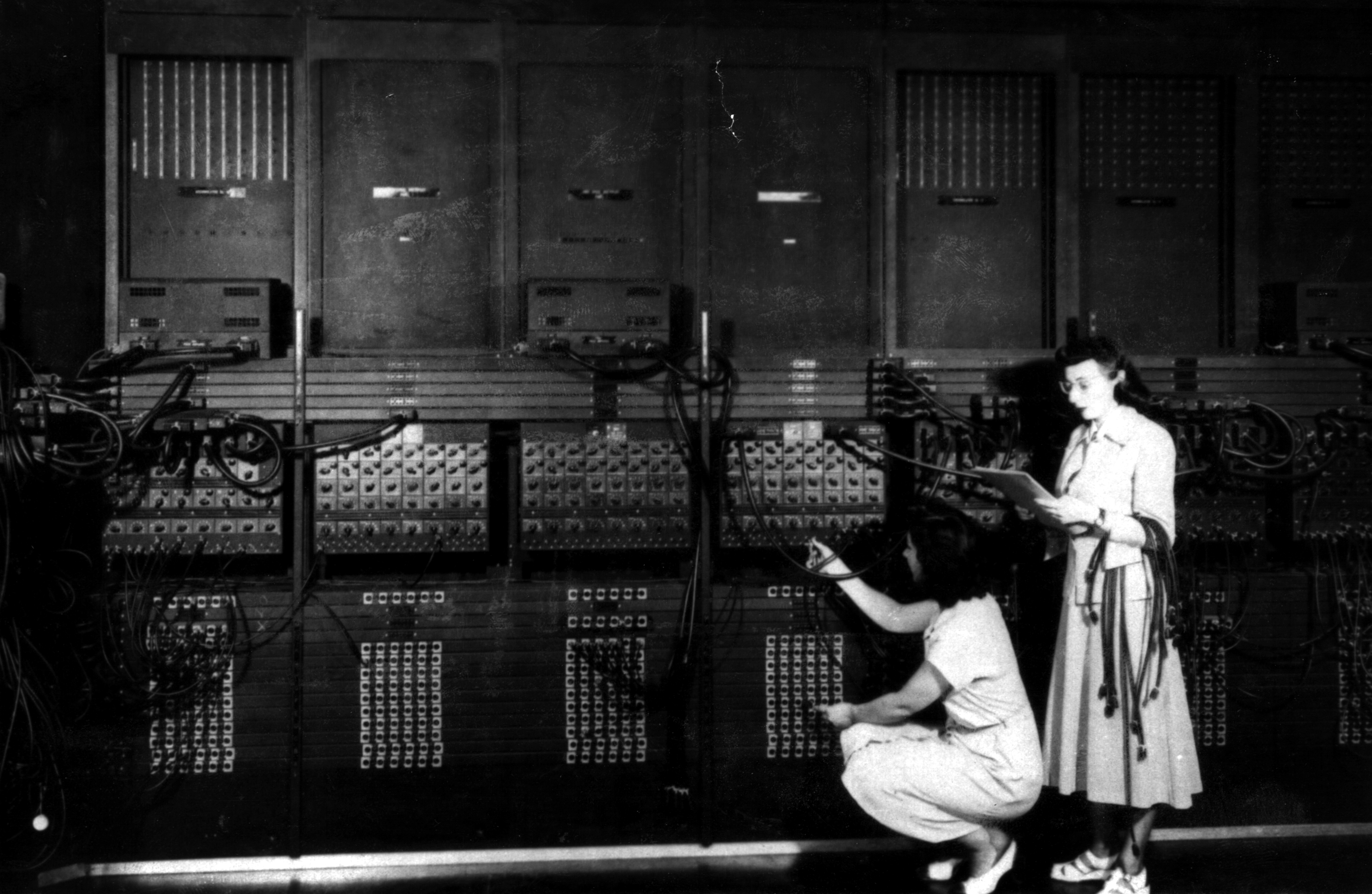
Перепрограмування ENIAC. Присіла — Рут Ліхтерман, стоїть — Мерлін Вескофф. Фото 1946 року

Мерлін Вескофф, у шлюбі Мельцер (англ. Marlyn Meltzer 1921 або 1922 рік, Філадельфія — 2008, Ярдлі, Пенсільванія) — американська програмістка, одна з шести перших програмісток ENIAC — першого в світі електронного цифрового обчислювача загального призначення, який можна було перепрограмувати для рішення широкого спектра завдань. Інші п'ять програмісток — Рут Лихтерман, Кетлін Рита Макналті, Бетті Джин Дженнінгс, Франсіс Елізабет Снайдер та Франсіс Білас.

## Біографія
Мерлін Вескофф народилася у 1921 або 1922 році в Філадельфії (штат Пенсільванія). У 1942 році закінчила Університет Темпл. У тому ж році була прийнята на роботу до Школи Мура для виконання погодних обчислень, так як вона блискуче працювала на підсумовуючий машині. У наступному році Мерлін перевели в набагато більш серйозний відділ, що займається обчисленням балістичних траєкторій (в той час Друга світова війна була в розпалі). У 1945 році Мерлін і ще п'ять дівчат були відібрані до групу перших програмістів щойно створеного ENIAC — першого в світі електронного цифрового обчислювача загального призначення, який можна було перепрограмувати для рішення широкого спектра завдань.
ЕНІАК був величезною машиною масою близько 30 тон, Що займає площу 167 м². Він мав 17 468 ламп, 7200 кремнієвихдіодів 1500 реле, 70 000 резисторів, 10 000 конденсаторівта близько 5 000 000 зпаяних вручну з'єднань. Комп'ютер споживав більше 150 киловатт електричної потужності і тому в Філадельфії багато хто вважав, що кожне відключення електрики в місті пов'язано виключно з тим, що включали ЕНІАК.
Чоловіки-інженери, які створили цю машину, моментально стали всесвітньо відомі, а ось про перших програмісток ЕНІАК майже ніхто нічого не знав навіть в той час, а з плином часу їх імена практично зникли зі сторінок історії комп'ютерної техніки.
У 1947 році Мерлін покинула групу програмістів в зв'язку з шлюбом із доктором Філіпом Мельцером. Пізніше вона займалася волонтерською роботою в бібліотеці, недільній школі, в службі доставки продуктів додому. За чотири останні роки життя Мерлін Мельцнер зв'язала для організації Susan G. Komen for the Cure близько 500 шапок для жінок, які втратили волосся в результаті хіміотерапії.
Мерлін Мельцер померла 7 грудня 2008 року в містечку Ярдлі (штат Пенсільванія), де жила з чоловіком постійно з 1957 року. На момент смерті у Мельцер залишились син Хью, дочка Джой і троє онуків та онучок.

## Пам'ять і визнання
- У 1996 році вийшла книга «Жінки ЕНІАК» .
- У 1997 році Мерлін Мельцер і п'ять її колегжанок були включені до Зали Слави міжнародної організації Women in Technology International[en][4][5].
- У 2010 році на екрани вийшов американський документальний фільм Top Secret Rosies: The Female "Computers" of WWII що розповідає про жінок-обчислювачок часів Другої світової війни.